# Demoiselle blanche
Pomacanthus arcuatus
Espèce
Statut de conservation UICN

 LC  : Préoccupation mineure
La Demoiselle blanche (Pomacanthus arcuatus) ou poisson-ange gris est une espèce de poissons marins de la famille des Pomacanthidae.